# ナショナル・グリッド
ナショナル・グリッド（英: National Grid plc）は、イギリス・ロンドンに本拠を置く、送電およびガス供給事業者。イングランド・ウェールズとアメリカ合衆国北東部を事業対象とする。ロンドン証券取引所とニューヨーク証券取引所に上場している（LSE: NG、NYSE: NGG）。

## 沿革
ナショナル・グリッド設立以前、イングランドとウェールズの電力事業は、国営電力会社のCentral Electricity Generating Board（CEGB）の統括下に置かれていた。1990年にCEGBは解体され、発電事業はPowerGen（2004年にドイツのE.ONが買収）、National Power（2001年に2社に分割され、ドイツのRWEとフランスのGDFスエズ（現在のエンジー）がそれぞれ買収）、Nuclear Electric（現在のEDFエナジー）の3社が、送電事業はナショナル・グリッドが、配電事業は12の地域配電事業者（Public electricity supplier、PES）が受け持つこととなった。ナショナル・グリッドは1995年12月、ロンドン証券取引所上場企業となった。
2000年、ナショナル・グリッドは、アメリカのNew England Electric Systemを買収、2002年1月に、ニューヨーク州北部に本拠を置くNiagara Mohawk Power Corporationを買収した。2002年10月、イギリスのガス供給事業者であったLattice Group plc（BG Groupからのスピンオフ企業で、旧ブリティッシュガスの分割企業であるTransco plcの親会社）を買収、2005年に同ガス事業をナショナル・グリッドの一部としてリブランド化した。2006年2月、ニューヨークに拠点を置くアメリカ第5のガス供給事業者KeySpan Corporationを買収した。
2007年に、オランダの送電事業者TenneTとのジョイント・ベンチャーにより、European super grid計画の一端として、ロッテルダム近郊のMaasvlakteとイングランドを繋ぐ海底ケーブルBritNed工事に着手、2011年4月に開通させた。2015年4月、景観に配慮した次世代型の鉄塔「T-pylon」を開発・実用化した。

## ネットワーク
イギリスでは、地上および地下埋設合計で9,000km以上の送電網および7,000km以上のガスパイプラインを保持しており、アメリカでは、ニューヨーク州、マサチューセッツ州、ロードアイランド州で14,000km以上の送電網および57,000km以上のガスパイプラインを保持、買収企業をリブランド化の上、事業を行っている。アメリカ事業の拠点は、マサチューセッツ州のウォルサムに置かれている。売上としては、アメリカがイギリスの2倍以上となっている。

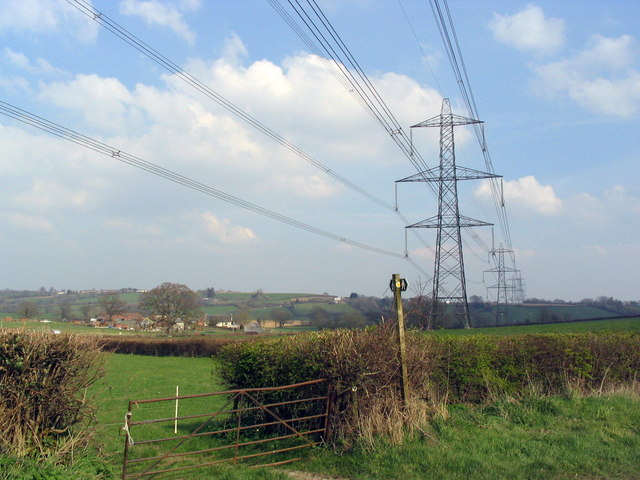
イングランド・エクセター近郊のナショナル・グリッド保有の送電線
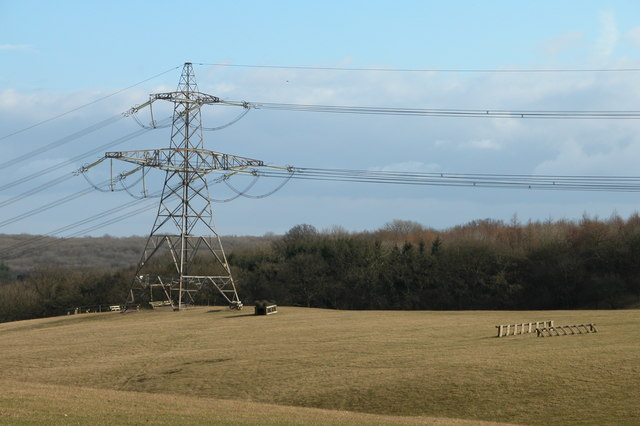
グロスターシャー・ウィジントン郊外のナショナル・グリッド保有の送電線
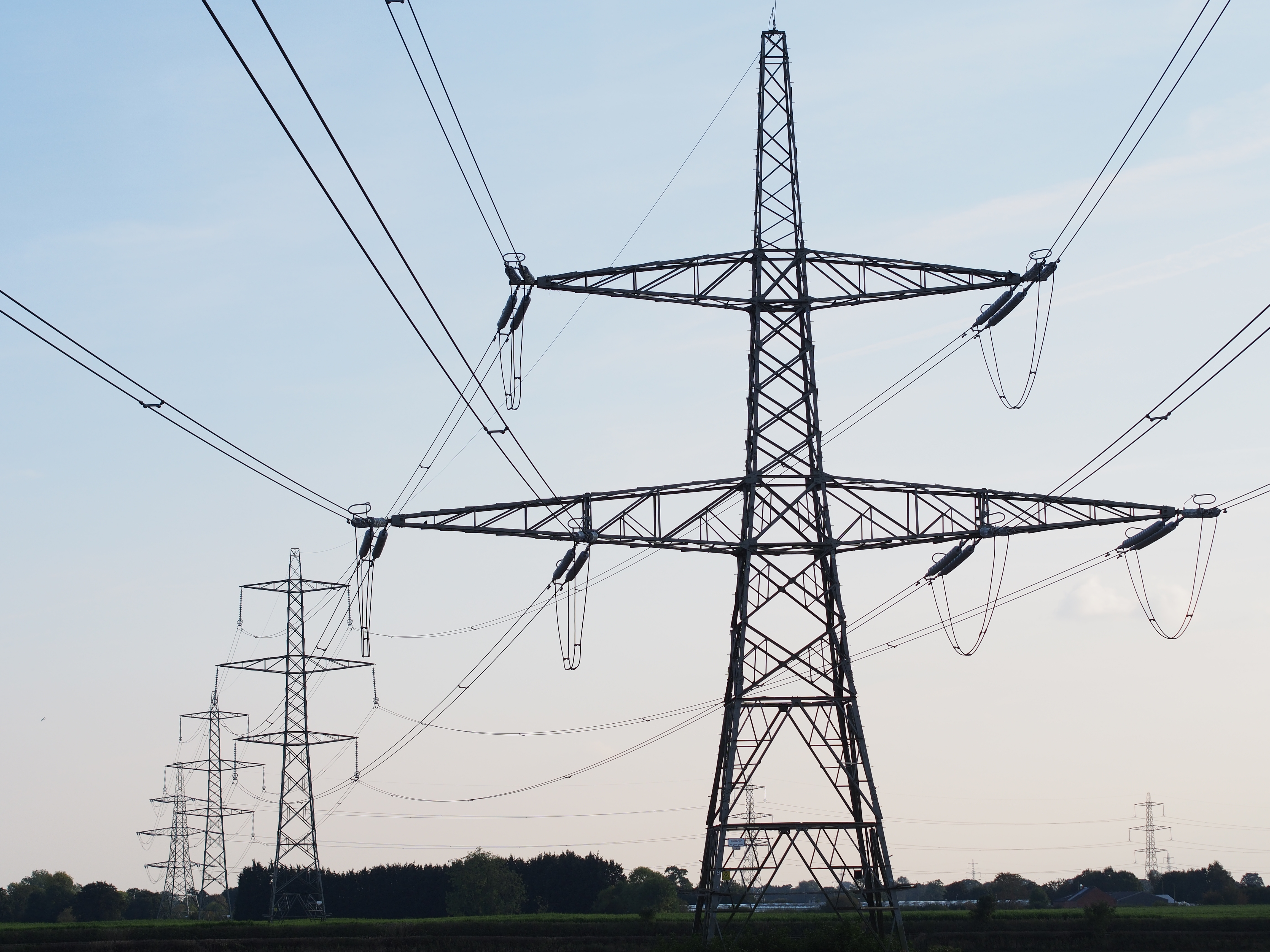
ノース・ヨークシャーのナショナル・グリッド保有のドナウ型鉄塔
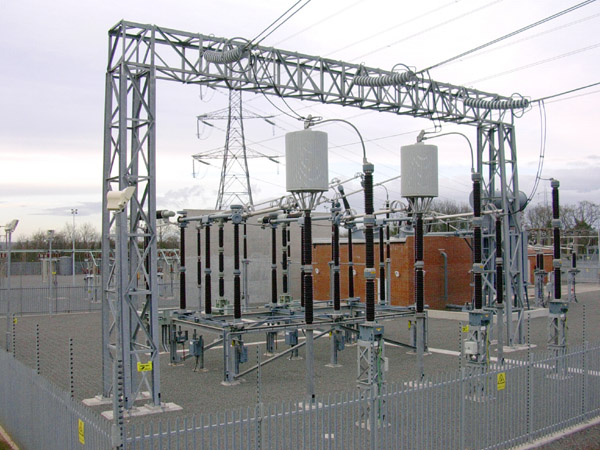
シュルーズベリー近郊のナショナル・グリッド保有の変電所
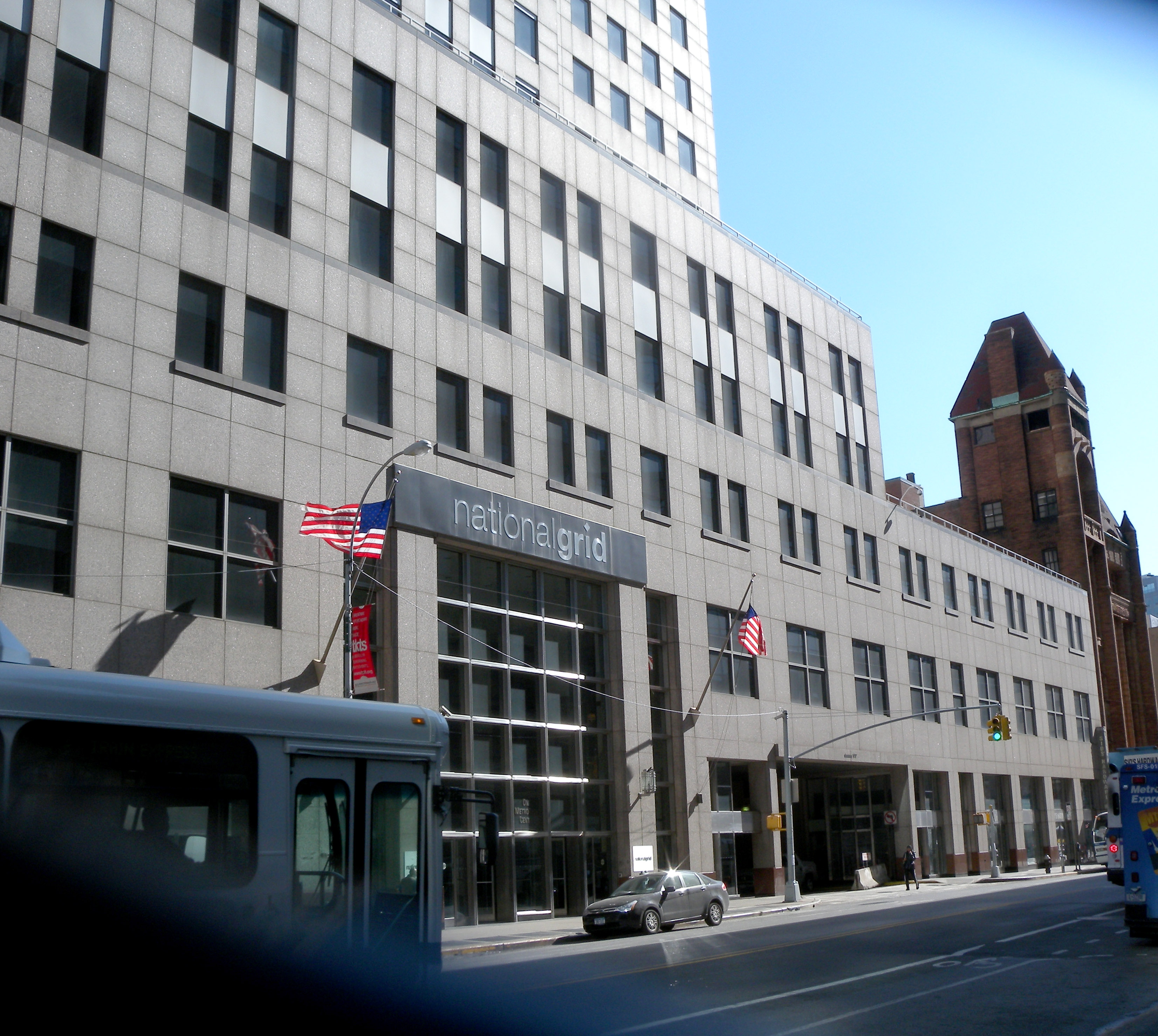
ニューヨーク・ブルックリンのナショナル・グリッドオフィス